# Ласал (Онтарио)
Ласал (енгл. LaSalle) је градић у Канади у покрајини Онтарио. Према резултатима пописа 2011. у граду је живело 28.643 становника.

## Становништво
Према резултатима пописа становништва из 2011. у граду је живело 28.643 становника, што је за 3,6% више у односу на попис из 2006. када је регистровано 27.652 житеља.
| 2006.  | 2011.  | 2016.  |
| ------ | ------ | ------ |
| 27.652 | 28.643 | 30.180 |